# Saint-Amand-de-Vergt
Saint-Amand-de-Vergt é uma comuna francesa na região administrativa da Nova Aquitânia, no departamento Dordonha. Estende-se por uma área de 12,36 km². Em 2010 a comuna tinha 247 habitantes (densidade: 20 hab./km²).